# Unterseeboot 457
L'Unterseeboot 457 ou U-457 est un sous-marin Allemand (U-Boot) de type VIIC utilisé par la Kriegsmarine pendant la Seconde Guerre mondiale.
Le sous-marin fut commandé le 16 juin 1940 à Kiel (Deutsche Werke), sa quille fut posée le 26 octobre 1940, il fut lancé le 4 octobre 1941 et mis en service le 5 novembre 1941, sous le commandement du Korvettenkapitän Karl Brandenburg.
Il fut coulé au nord-est du cap Nord par un navire de guerre britannique, en septembre 1942.

## Conception
Unterseeboot type VII, l'U-457 avait un déplacement de 769 tonnes en surface et 871 tonnes en plongée. Il avait une longueur totale de 67,10 m, un maître-bau de 6,20 m, une hauteur de 9,60 m et un tirant d'eau de 4,74 m. Le sous-marin était propulsé par deux hélices de 1,23 m, deux moteurs diesel Germaniawerft M6V 40/46 de 6 cylindres en ligne de 1 400 cv à 470 tr/min, produisant un total de 2 060 à 2 350 kW en surface et de deux moteurs électriques Siemens-Schuckert GU 343/38-8 de 375 cv à 295 tr/min, produisant un total 550 kW, en plongée. Le sous-marin avait une vitesse en surface de 17,7 nœuds (32,8 km/h) et une vitesse de 7,6 nœuds (14,1 km/h) en plongée. Immergé, il avait un rayon d'action de 80 milles marins (150 km) à 4 nœuds (7,4 km/h; 4,6 milles par heure) et pouvait atteindre une profondeur de 230 m. En surface son rayon d'action était de 8 500 milles nautiques (soit 15 700 km) à 10 nœuds (19 km/h). 
L'U-457 était équipé de cinq tubes lance-torpilles de 53,3 cm (quatre montés à l'avant et un à l'arrière) qui contenait quatorze torpilles. Il était équipé d'un canon de 8,8 cm SK C/35 (220 coups) et d'un canon antiaérien de 20 mm Flak. Il pouvait transporter 26 mines TMA ou 39 mines TMB. Son équipage comprenait 4 officiers et 40 à 56 sous-mariniers.

## Historique
Il servit dans la 6. Unterseebootsflottille (flottille d'entrainement) jusqu'au 30 juin 1942 et dans la 11. Unterseebootsflottille jusqu'à sa perte.
Sa première patrouille est précédée de deux courts trajets à Kiel et à Trondheim. La patrouille commence le 28 juin 1942 au départ de Trondheim.
Il coule le Christopher Newport, le 4 juillet, à 35 milles marins (65 km) à l'est de l'île aux Ours. Le navire, un traînard du convoi PQ-17, avait déjà été attaqué en mer de Barents. Le coup de grâce du sous-marin britannique HMS P-614 est un échec, c'est l'U-457 qui l'envoie par le fond.
Il coule ensuite l' Aldersdale le 7 juillet, également membre du convoi PQ-17, précédemment bombardé. L'épave abandonnée est coulée d'une torpille. L'U-457 rentre à Narvik après 19 jours en mer.
Sa deuxième sortie est relativement tranquille. Il quitte Trondheim le 8 août, il patrouille en mer de Barents et au nord de l'Islande. Il rentre à Narvik le 7 septembre, sans succès.
Lors de sa troisième patrouille, le sous-marin endommage l' Atheltemplar du convoi PQ-18, le 14 septembre 1942 au sud de Spitzberg. L'U-457 est coulé deux jours plus tard en mer de Barents à la position 75° 05′ N, 43° 15′ E, par des charges de profondeur lancées par le destroyer britannique HMS Impulsive.
Les 45 membres d'équipage meurent dans cette attaque.

## Affectations
- 6. Unterseebootsflottille du 5 novembre 1941 au 30 juin 1942 (Période de formation).
- 11. Unterseebootsflottille du 1er juillet 1942 au 16 septembre 1942 (Unité combattante).

## Commandement
- Korvettenkapitän Karl Brandenburg du 5 novembre 1941 au 16 septembre 1942.

## Patrouilles
|       | Commandant               | Départ            | Départ    | Arrivée           | Arrivée   | Jours    | Succès   |
| ----- | ------------------------ | ----------------- | --------- | ----------------- | --------- | -------- | -------- |
|       | KrvKpt. Karl Brandenburg | 30 mai 1942       | Kiel      | 3 juin 1942       | Trondheim | 5 jours  |          |
|       | KrvKpt. Karl Brandenburg | 18 juin 1942      | Trondheim | 22 juin 1942      | Trondheim | 5 jours  |          |
| 1     | KrvKpt. Karl Brandenburg | 28 juin 1942      | Trondheim | 16 juillet 1942   | Narvik    | 19 jours | 15 593   |
|       | KrvKpt. Karl Brandenburg | 18 juillet 1942   | Narvik    | 20 juillet 1942   | Trondheim | 3 jours  |          |
| 2     | KrvKpt. Karl Brandenburg | 8 août 1942       | Trondheim | 7 septembre 1942  | Narvik    | 31 jours |          |
| 3     | KrvKpt. Karl Brandenburg | 10 septembre 1942 | Narvik    | 16 septembre 1942 | Coulé     | 7 jours  | 8 939    |
| Total | Total                    | Total             | Total     | Total             | Total     | 70 jours | 24 532 t |

Note : KrvKpt. = Korvettenkapitän

### OpérationsWolfpack
L'U-457 opéra avec les Wolfpacks (meute de loups) durant sa carrière opérationnelle.
- Eisteufel (30 juin - 12 juillet 1942)
- Trägertod (12-16 septembre 1942)

## Navires coulés
L'U-457 coula 2 navires marchands pour un total de 15 593 tonneaux et endommagea 1 navire marchand de 8 939 tonneaux au cours des 3 patrouilles (70 jours en mer) qu'il effectua.
| Date              | Nom                 | Nationalité | Tonnage | Fait      |
| ----------------- | ------------------- | ----------- | ------- | --------- |
| 4 juillet 1942    | Christopher Newport | USA         | 7 191   | Coulé     |
| 7 juillet 1942    | Aldersdale          | Royaume-Uni | 8 402   | Coulé     |
| 14 septembre 1942 | Atheltemplar        | Royaume-Uni | 8 939   | Endommagé |